# Majida El Roumi

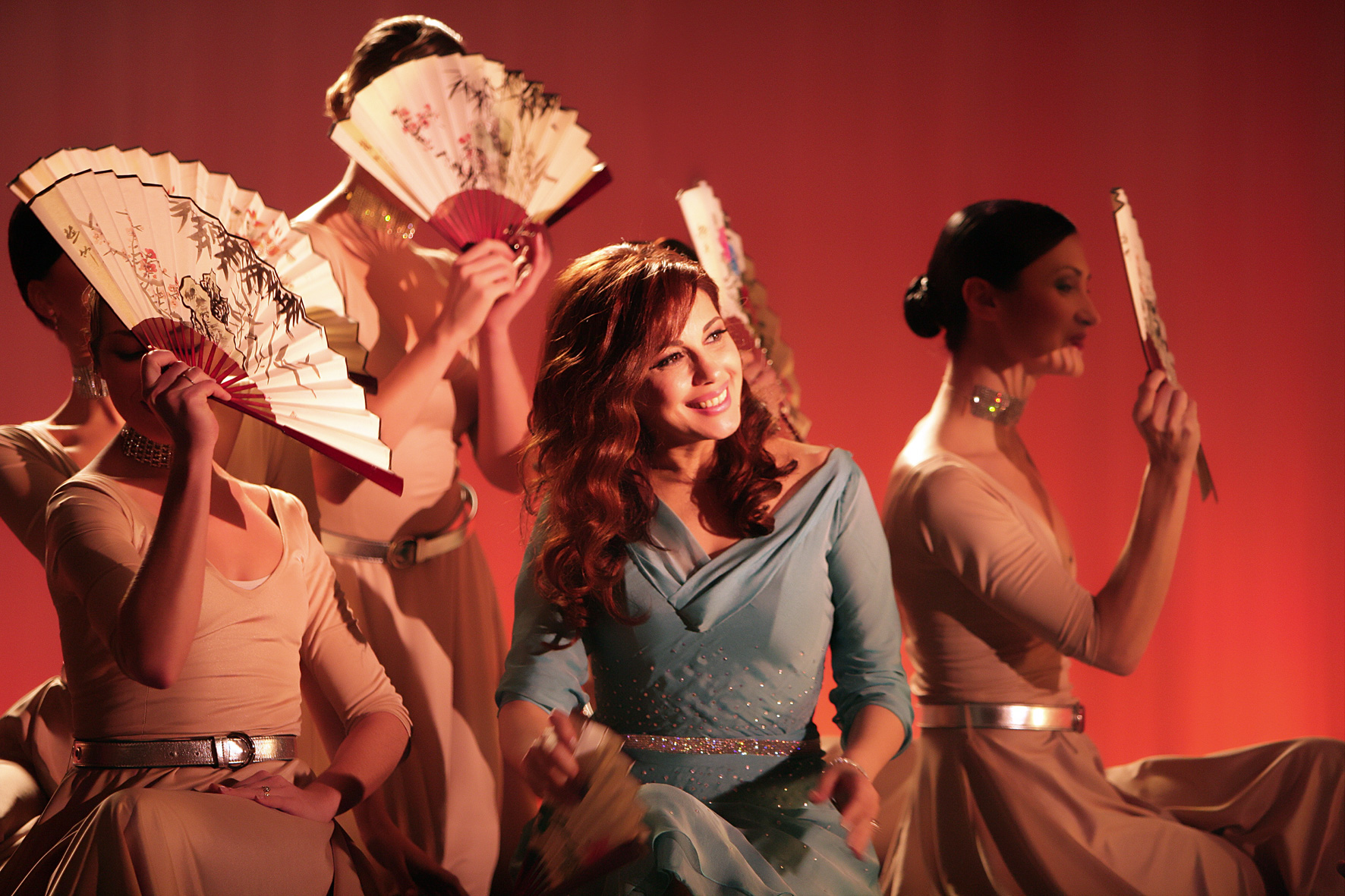
El Roumi (Mitte) bei der Aufführung von „E'tazalt El Gharam“ von Nadine Labaki 2006.

Majida El Roumi (arabisch ماجدة الرومي Madschida ar-Rumi, DMG Māǧida ar-Rūmī; * 13. Dezember 1956 in Kfarchima) ist eine libanesische Sängerin und Schauspielerin.

## Leben
Die Tochter des Musikers Halim El Roumi wurde durch die Talentshow Studio al-Phan bekannt, wo sie Lieder von Laila Murad und Asmahan sang. Nach dem Erscheinen ihres ersten Albums erhielt sie eine Rolle in Yousef Chahines Film Awdat al-Ibn al-Dall („Die Heimkehr des verlorenen Sohnes“). Nach dem libanesischen Bürgerkrieg wurde sie mit den Alben Kalimat („Worte“), Ibat 'anni („Sieh nach mir“), Rasael („Briefe“) und Uhibbuka Wa Ba'd („Ich liebe dich und mehr“) als politische Sängerin in der arabischen Welt berühmt. Gefestigt wurde ihr Ruf durch den Song Qana, benannt nach dem libanesischen Dorf Kana, in dem bei einem israelischen Artillerieangriff in einer Einrichtung der UNFIL mehr als einhundert Flüchtlinge getötet und etwa dreihundert verletzt worden waren.
Nach achtjähriger Pause kehrte El Roumi 2006 mit dem Album I'tazalt al-Gharam („Ich höre auf zu lieben“) in die Öffentlichkeit zurück. Im gleichen Jahr trat sie mit José Carreras bei der Eröffnung der Asienspiele in Doha auf.

## Diskografie

### Alben
- 1977: Wadaa
- 1982: Live Recording
- 1983: Majida El Roumi Wal Atfal
- 1986: Dawi Ya Amar
- 1988: Ya Saken Afkari
- 1991: Kalimat
- 1994: Ebhath Anni
- 1996: Rasael
- 1998: Ouhibouka Wa Baad
- 2003: Cithare Du Ciel
- 2003: Irhamni Ya Allah
- 2006: E'tazalet El Gharam
- 2012: Ghazal
- 2013: Nour Men Nour

### Singles (Auswahl)
- 1988: Matrahak Bi Albi
- 1988: Amm Yess' Alouni Aleyk
- 1988: Koul Chi Amm Yekhlass
- 1988: Khedni Habibi
- 1991: Kalimat
- 1991: Esmaa Albi
- 1994: Kon Sadiki
- 1995: Ana Am Behlam
- 2006: E'tazalt El Gharam
- 2006: Bel Alb Khaleeni
- 2006: Ghanni Lel Hob
- 2012: Wa'dtouka
- 2018: Mili Ya Helwi Mili